# Entiméma
Az entiméma vagy enthüméma olyan, szabadon megfogalmazott szillogizmus (három részből álló deduktív érvrendszer), amely akkor érvényes, ha egy burkolt/kimondatlan (implicit) előfeltevés (premissza) is igaz (ha nem igaz, akkor a premisszák sem vezethetnének el a következtetéshez). Az előfeltevést azért nem fogalmazzák bele az érvrendszerbe, mert azt eleve ismert ténynek tekintik. Tágabb értelemben minden olyan hiányos érvrendszer is entimémának tekinthető, ami nem szillogizmus. Retorikájában Arisztotelész nem adott pontos definíciót az entimémára, és az a mai napig is vita tárgyát képezi.

## Az entiméma három része
Az entiméma egy példája a következő idézet:
„Egy törvény sem tiltja, hogy az ember teljesen ötlettelenül komponáljon zenét; így hát Wagner zenéje is teljesen törvényes.” –Mark Twain
A három rész:
Egy törvény sem tiltja, hogy az ember teljesen ötlettelenül komponáljon zenét. (előfeltevés)
Így hát Wagner zenéje is teljesen törvényes. (következtetés)
Wagner ötlettelen. (burkolt előfeltevés)

## További példák
Első példa: Szókratész azért halandó, mert ember.
Ez egy klasszikus szillogizmus:
Minden ember halandó. (burkolt fő előfeltevés)
Szókratész ember. (nyílt előfeltevés)
Ezért Szókratész halandó. (nyílt következtetés)
Második példa: „A kesztyű nem illik [a vádlottra], ezért fel kell menteni őt.”
Ezt az érvelést Johnnie Cochran alkalmazta O.J. Simpson védőbeszédében.
A teljes szillogizmus így nézne ki:
Ha a bizonyíték nem illik a vádlottra, akkor szükségszerűen fel kell menteni őt. (nyílt fő előfeltevés)
A kesztyű nem illik a vádlottra. (nyílt előfeltevés)
A kesztyű bizonyíték. (burkolt előfeltevés)
Ezért a vádlottat fel kell menteni. (nyílt következtetés)
Ez a kibővített érvelés hiányosságot sugall, és helyet ad bizonyos kérdéseknek. Így például annak, hogy a kesztyű nem ment-e össze, vagy hogy mi is értendő itt az „illik” alatt – vagy akár annak, hogy mit is jelent a kesztyű kifejezés: Hogy érti azt, hogy a kesztyű? A határozott névelő jelenléte arra utal, hogy van ebben a szövegkörnyezetben egy azonos jelentésű, határozott leíró tagmondat is, ami lehetne például a következők valamelyike:
- Az a kesztyű, amit a tett helyszínén találtak
- Az a kesztyű, amit a merénylő viselt

A fenti szillogizmus fő előfeltevése nyilvánvalóan utal bizonyos határozott leíró tagmondatokra.
Bármilyen érvelés hibás vagy megkérdőjelezhető előfeltevései sokszor hatékonyan elkendőzhetőek burkolt tálalással. Az entimémák leggyakoribb forrásai az érvelési hibák (így például az argumentum ad hominem, vagy a két tévesből egy helyes esetei).

## Entiméma a humorban
Az entiméma humoros technikaként is alkalmazható, amennyiben a burkolt előfeltevés az adott szövegkörnyezetben valamilyen oknál fogva meglepő, durva, vagy abszurd.

### Példa
„Nem ismerem a jelöltemet, és mindezidáig még nem is találkoztam vele – így nem is esik nehezemre, hogy valami jót is mondjak róla.” – Will Rogers

## Entimémák reklámokban
A hirdetők általában nem mondják ki nyíltan, hogy miként is függenek össze a bemutatott képek és az eladni kívánt termékek. Egy vörös sportkocsi motorháztetőjén elfekvő szép nő és az autó tényleges értéke között például nincs semmiféle logikai kapcsolat, de a hirdető mégis egy olyan előfeltevést sugall, miszerint igenis van. Ha azonban ehelyett a hirdető nyíltan megfogalmazná az előfeltevést és kimondaná, hogy „Ha megveszed ezt az autót, több szexuális kielégülésben lesz részed”, azt már sokkal könnyebb lenne megítélni.
Jó példa még az is, amikor a hirdetők azt mutatják be, ahogy különböző emberek éppen kiélvezik az adott terméket. Soha nem szólítják fel nyíltan a nézőt, hogy vegye meg azt a terméket vagy szolgáltatást, ami ilyen élvezetet nyújt az embereknek; ezt is csak burkolt fő előfeltevésként vezetik elő.